# 北沢正啓
北沢 正啓（きたざわ まさひろ、1925年（大正14年）1月1日 - 2007年（平成19年）9月21日）は、日本の法学者。専門は会社法。学位は法学博士（東京大学）。名古屋大学名誉教授、中京大学名誉教授。中京大学元学長。叙正四位・授勲勲二等瑞宝章。弁護士。鈴木竹雄門下。弟子に浜田道代など。
著書などでは、略字も使われているが、「北澤正啓」が正しい。

## 人物
鈴木竹雄門下で、平出慶道によれば鈴木の最初の弟子にあたる（ジュリストの『座談会 鈴木竹雄先生の人間と学問』（有斐閣、1996）による）。
戦後まもなく商法に導入された株主代表訴訟制度につき、いち早くアメリカの制度を紹介する論文「アメリカ会社法における株主代表訴訟」を発表し、日本の株主代表訴訟制度研究における先駆的な論文と位置づけられている。
兄の北沢博は元長野大学学長。

## 来歴
- 1925年 長野県駒ヶ根市生まれ[1]（当時上伊那郡赤穂村）。旧制伊那中学（長野県伊那北高等学校）、第八高等学校卒業。
- 1943年　東京帝国大学法学部入学
  - 在学中に司法試験合格。陸軍入隊、復員を経験する。
- 1946年　東京大学法学部卒業[1]後、同大学院特別研究生
- 1950年　名古屋大学法学部助教授
- 1956年　同法学部教授
- 1988年　名古屋大学停年退官。同名誉教授。中京大学法学部教授。間もなく、弁護士登録
- 1992年　中京大学学長。学校法人梅村学園常任理事
- 2000年　中京大学学長退任。同名誉教授。

この他、東北大学・東京大学・愛知学院大学の非常勤講師、名古屋大学法学部長・同評議員（2回）、中京大学法学部長、司法試験考査委員、日本海法学会理事、日本私法学会理事なども歴任。正四位勲二等瑞宝章受勲。

## 叙位・叙勲
叙正四位・授勲勲二等瑞宝章

## 主著・論文
- 『会社法』〈現代法律学全集18〉（青林書院、初版1979年、第6版2001年）
- （鴻常夫）共著『英米商事法辞典』（商事法務研究会、1986年）
- （上柳克郎）・（鴻常夫）共編著『会社法1・2・3』（有斐閣、初版1975年、第6版1998年）
- 『株式会社法研究』（主要論文をまとめた書籍）
- 『商法の争点』（編者）